# Pastel arcoíris

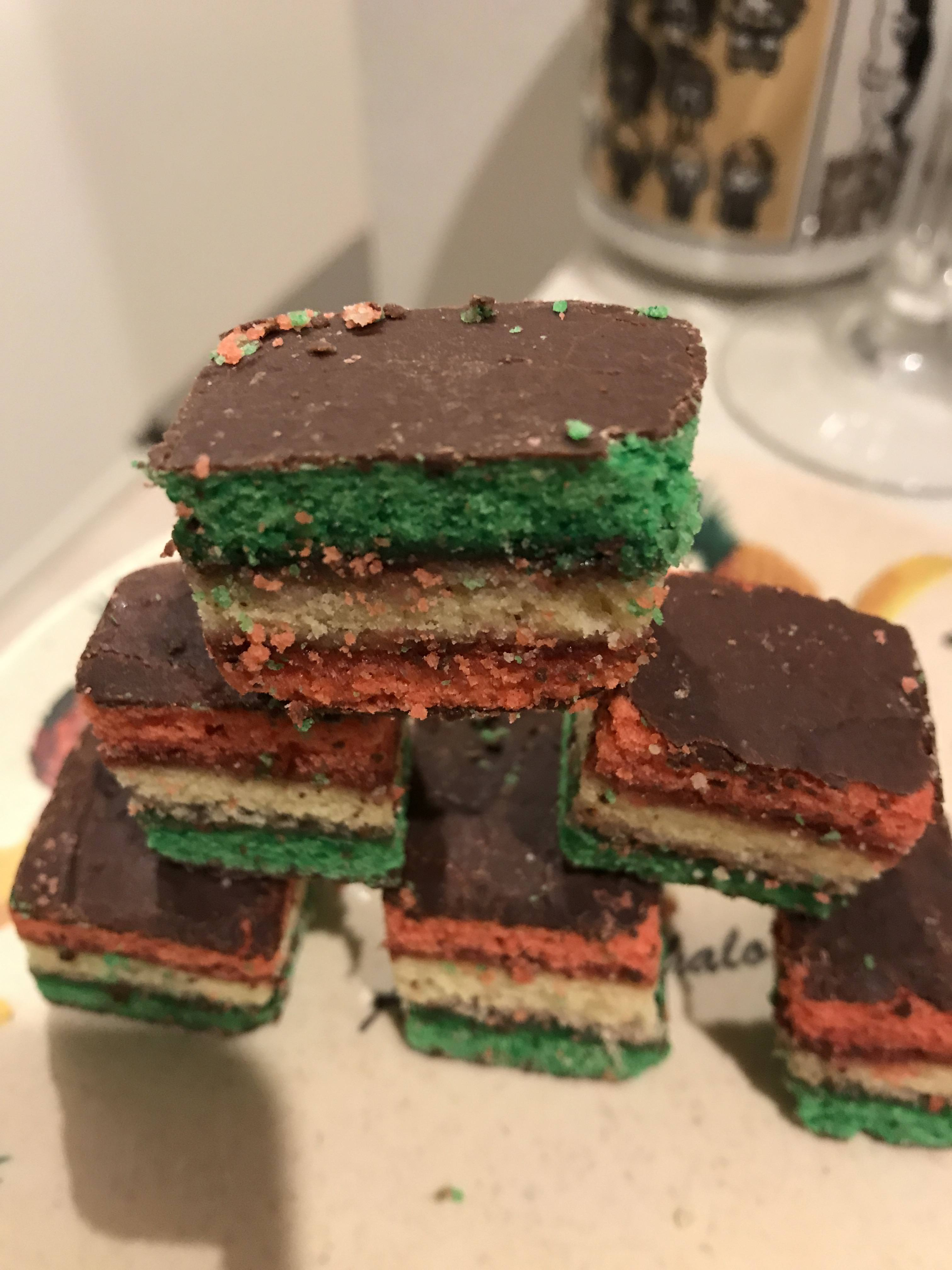
Pasteles arcoíris.

El pastel arcoíris es un dulce hecho con capas de colores brillantes de bizcocho con almendra, mermelada de albaricoque o frambuesa, y recubierto de chocolate.
La receta típica incluye la preparación de capas de bizcocho con mantequilla, azúcar, pasta de almendra, extracto de almendra, harina y yema de huevo. Las claras se montan aparte y se añaden luego a la masa, que se tinta con colorante alimentario y se hornea. Después se untan las capas de bizcocho con mermelada, se apilan, y se dejan reposar. Por último, se cubre el dulce con chocolate fundido por todas las caras, dejándolo enfriar antes de cortar en raciones individuales.